# 382 Dodona
Dodona (asteroide 382) é um asteroide da cintura principal com um diâmetro de 58,37 quilómetros, a 2,5640389 UA. Possui uma excentricidade de 0,1770362 e um período orbital de 2 008,67 dias (5,5 anos).
Dodona tem uma velocidade orbital média de 16,87410733 km/s e uma inclinação de 7,40193º.
Este asteroide foi descoberto em 29 de Janeiro de 1894 por Auguste Charlois.
Este asteroide foi homenageado ao sítio arqueológico e santuário grego Dodona.